# فرانچسکو گروسو
فرانچسکو گروسو (انگلیسی: Francesco Grosso؛ زادهٔ ۱۵ نوامبر ۱۹۲۱) بازیکن فوتبال اهل ایتالیا است.
از باشگاه‌هایی که در آن بازی کرده‌است می‌توان به باشگاه فوتبال یوونتوس، باشگاه فوتبال کومو، باشگاه فوتبال یووه استابیا، و باشگاه فوتبال امپولی اشاره کرد.